# Department of Defense Joint Technical Architecture
Das Department of Defense Joint Technical Architecture (DoD JTA) dient als Repository für andere Enterprise Architecture Frameworks (EAF) zum Management von Informationssystemen. Insbesondere für Frameworks des Verteidigungsministeriums der Vereinigten Staaten informiert es über Standardisierungen, Schnittstellenangaben und mögliche Dienste. Es zählt zu der Gruppe der Add-On Frameworks und ist eines von über 50 am Markt verfügbaren Frameworks.